# Phosphodiesterase-5
Phosphodiesterase-5 (PDE5) ist der Name für eines der Enzyme, die die Phosphorsäureesterbindung in cGMP spalten, wobei 5'-GMP entsteht. Beim Menschen kommt die Phosphodiesterase-5 in der glatten Muskulatur des Penisschwellkörpers (Corpus cavernosum penis) und der Lungenarterien vor. Blockierung des cGMP-Abbaus durch Hemmung von PDE5 (mit beispielsweise Sildenafil) führt zu vermehrten Signalen der Entspannungs-Signalwege und speziell zu erhöhter Blutzufuhr in den Penisschwellkörper und Druckerniedrigung in den Blutgefäßen der Lunge.
Neben PDE5 gibt es weitere, ausschließlich cGMP spaltende Phosphodiesterasen. Wenn sie an der Weitergabe visueller Signale beteiligt sind, werden sie mit der Nummer 6, und, wenn sie Mangan als Kofaktor haben, mit der Nummer 9 bezeichnet. Die PDE11 spaltet sowohl cAMP als auch cGMP.

## Katalysierte Reaktion
+ H2O →  + 2 H+
cGMP wird zu 5'-GMP abgebaut.

## Medizinische Bedeutung
Sogenannte Phosphodiesterase-5-Hemmer (PDE-5-Hemmer), wie Sildenafil (Viagra), Tadalafil (Cialis) und Vardenafil (Levitra) erhöhen kurzfristig die cGMP-Konzentration, was zu einer Erschlaffung der Gefäßmuskulatur und damit zur Weitstellung derselben führt, was dann wiederum zu vermehrtem Bluteinstrom und einer Erektion des Penis und in der Lunge zu einem Blutdruckabfall  führt. Sie werden zur Behandlung der erektilen Dysfunktion und der pulmonal-arteriellen Hypertonie eingesetzt.